# Nuova Idea
Nuova Idea è stato un gruppo musicale di rock progressivo, attivo nei primi anni settanta. Per motivi contrattuali, hanno pubblicato anche alcuni dischi usando le denominazioni The Underground Set e The Psycheground Group.

## Storia
I Nuova Idea nascono dal gruppo di beat genovese dei Plep, dal nome dei componenti Paolo Martinelli, Luciano Biasato, Enrico Casagni e Paolo Siani, che nel 1969 cambiano nome in J. Plep dopo l'ingresso nel gruppo di Giorgio Usai (incidendo un singolo per la Carosello) e nel 1970 diventano Nuova Idea con la formazione costituita da Marco Zoccheddu e Claudio Ghiglino alla chitarra, Giorgio Usai alle tastiere, Enrico Casagni al basso e al flauto e Paolo Siani alla batteria. Nel 1970 partecipano a Un disco per l'estate con il brano Pitea, un uomo contro l'infinito.
Nel 1971 partecipano con gli Stormy Six e i Top 4 al Festival Pop di Viareggio con il brano Come, come, come, inserito dalla Ariston nella compilation Al Festival Pop Viareggio 1971. Lo stesso brano venne registrato nel loro primo album, In the Beginning, prodotto dalla Ariston.
Una versione strumentale del brano Realtà, anch'esso contenuto nell'album d'esordio, viene usata come sigla della trasmissione televisiva A come Agricoltura
Nel 1971 si ha un primo cambiamento nella formazione, con il chitarrista Marco Zoccheddu che esce per formare gli Osage Tribe, sostituito da Antonello Gabelli. Questa formazione registra il secondo album del gruppo, Mr. E.Jones, realizzato come concept album sul racconto della vita di un impiegato.
Nel 1972 il chitarrista dei Nuova Idea diventa Ricky Belloni, proveniente dal gruppo de Il Pacco. Pubblicano il loro terzo album, Clowns, ma il suo successo è limitato ed il gruppo si scioglie.
Dopo la fine deI Nuova Idea, Paolo Siani e Ricky Belloni formano il gruppo dei Track, incidendo nel 1974 per la Ariston l'album Track rock.
Nel 1974 Ricky Belloni ha anche inciso il singolo Ricordi da bruciare/Letto sfatto per la PDU per poi prendere parte l'anno seguente, insieme a Giorgio Usai, al primo tour di Fabrizio De André e successivamente entrare nei New Trolls, dove nel 1978 lo raggiunge anche Usai. Il batterista Paolo Siani passa a suonare nei singoli La strada del perdono (singolo d’esordio come solista di Antonella Ruggiero, accreditata con lo pseudonimo di "Matia") e Stasera che sera (primo singolo dei Matia Bazar) e poi con l'Equipe 84 e gli Opus Avantra, pubblicando nel 1975 e 1976 per la Ariston anche due 45 giri con il nome Pappy Mammy & Son.
Il bassista Enrico Casagni ha registrato nel 1977 per la EMI Italiana un album dal titolo Qualcuno stanotte.

### The Underground SeteThe Psycheground Group
Grazie ad un'intervista rilasciata da Paolo Siani alla rivista musicale Musikbox, si è scoperto che dietro alle denominazioni The Underground Set e The Psycheground Group (gruppi che nei primi anni '70 hanno pubblicato alcuni dischi per lo più strumentali con brani composti da Gian Piero Reverberi) si nascondevano in realtà i Nuova Idea.
In particolare i dischi dei The Underground Set, pubblicati in Italia dalla Radio Records, vennero stampati in tutta Europa, facendo credere a molti critici che si trattasse di un gruppo inglese: anche Vernon Joynson nel suo Tapestry of Delight, volume sul rock progressivo europeo, li cita come britannici.

### The Hot Underground Group
Nel 2011, grazie ad una lunga intervista di Siani pubblicata sulla rivista musicale "BEATi voi! - Interviste e riflessioni con i complessi degli anni 60 e 70" (Beat boutique 67, n.6, gennaio 2001) vengono svelati i retroscena di quest'altra denominazione del complesso che ha inciso un unico brano condiviso con un retro di Reverberi,  dai risvolti psichedelici e sonorità acide. Sempre nell'intervista vengono svelati inediti apparsi solo come colonna sonora in alcuni film del periodo '69/'71.

## Formazione
- Marco Zoccheddu: chitarra, voce (1969-1972)
- Antonello Gabelli: chitarra, voce (1972)
- Ricky Belloni: chitarra, voce (1973)
- Claudio Ghiglino: chitarra, voce (1969-1973)
- Giorgio Usai: tastiere, voce (1969-1973)
- Enrico Casagni: basso, flauto, voce (1969-1973)
- Paolo Siani: batteria, voce (1969-1973)

## Discografia
Album in studio
- 1971 - In the Beginning (Ariston, AR 12061)
- 1972 - Mr. E.Jones (Ariston, AR 12075)
- 1973 - Clowns (Ariston, AR 12100)
- 2010 - Castles, Wings, Stories & Dreams (Black Widow Records, BWR 131) accreditato a "Paolo Siani & Friends feat. Nuova idea"
- 2016 -  Faces with no Traces (Black Widow Records, BWR 190) accreditato a "Paolo Siani & Friends feat. Nuova idea"
- 2019 - The Leprechaun's Pot of Gold (Black Widow Records, BWR 215) accreditato a "Paolo Siani & Friends feat. Nuova idea"

Singoli
- 1969 - La scala/L'anima del mondo (Carosello, CI 20232; come J. Plep)
- 1970 - Pitea, un uomo contro l'infinito/Dolce amore (Oregon, OR 700)
- 1971 - La mia scelta/Non dire niente (Ariston, AR 510)
- 1972 - Mister E.Jones/Svegliati Edgar (Ariston, AR 539)
- 1973 - Sarà così/Uomini diversi (Ariston, AR 589)

### Discografia comeThe Underground Set
Album in studio
- 1970 - The Underground Set (Radio Records, RRS 134)
- 1971 - War In The Night Before (Tickle, TLPS 5002)

Singoli
- 1969 - Arcipelago/La filibusta (Radio Records, RR 1030)
- 1970 - Motor road underground/Slaughter on the motor road (Radio Records, RR 1043)
- 1970 - Tanto per cambiare/Emisfero (Radio Records, RR 1048)
- 1971 - Una lettera/Libitum (Tickle, TSP 1301)
- 1971 - La casa aperta agli ospiti/Messaggio per te (Tickle, TSP 1304; solo sul lato A; lato B interpretato da Gian Piero Reverberi, colonna sonora originale del film La casa aperta agli ospiti)

### Discografia comeThe Psycheground Group
Album in studio
- 1970 - Psychedelic and Underground Music (Lupus[7], LUS 207)